# Arnaldo de Brescia

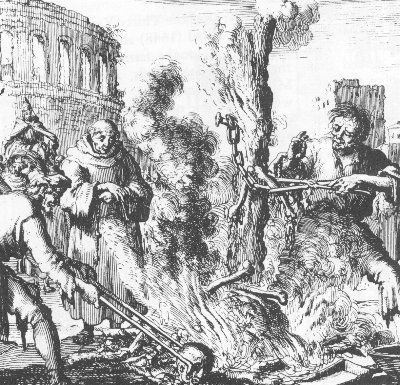
Grabado representando la quema en la hoguera de Arnaldo de Brescia.

Arnaldo de Brescia (Brescia, h. 1090-Roma, 1155) fue un sacerdote y reformador religioso que siguiendo las propuestas de su maestro, el filósofo racionalista Pedro Abelardo, y de la pataria, establece su ideario moral que consiste en: la renuncia de la iglesia a la riqueza y la vuelta a la austeridad de los primeros cristianos; el abandono del poder temporal; la no validez de los sacramentos administrados por clérigos indignos; la predicación por laicos y la confesión practicada entre fieles sin la necesidad de sacerdotes. 
Sus revolucionarias ideas provocan que el papa Inocencio II lo destierre de Italia en 1139. Se establece en París junto con su maestro Abelardo y con él polemiza contra Bernardo de Claraval sobre la Santísima Trinidad. Sus opiniones, consideradas heréticas, provocan la condena del maestro y discípulo en el Concilio de Sens de 1140 y su expulsión de tierras francesas.
Arnaldo se refugia en Alemania hasta que en 1143 se retracta de sus ideas y, mediante el apoyo del cardenal diácono Guido, logra su reingreso en la Iglesia al ser perdonado por el papa Eugenio III.
En 1145 vuelve a Roma, que desde 1143 se había convertido en una república comunal, libre de la autoridad papal, y regida por un senado y por Giordano Pierleone como patricio. Arnaldo se une inmediatamente al movimiento comunal convirtiéndose en el director espiritual del mismo, lo que provoca que en 1148 sea nuevamente excomulgado por el papa Eugenio, a pesar de lo cual la república romana sigue apoyándole. 
La situación cambia en 1155, cuando el papa Adriano IV lanza un interdicto contra Roma ante el asesinato de uno de sus cardenales, es decir, prohíbe la celebración de los santos oficios, la administración de los sacramentos y la sepultura eclesiástica, rehusando reconocer al Senado y exigiendo el destierro de Arnaldo para conceder el perdón. 
Arnaldo se ve obligado a abandonar Roma, y en su huida es hecho prisionero por Federico I Barbarroja, quien, a cambio de la promesa papal de su coronación imperial, lo entrega a la curia romana, siendo juzgado y condenado a muerte. 
Ahorcado, sus restos fueron quemados en la hoguera y sus cenizas arrojadas al río Tíber para que sus partidarios no utilizaran su tumba como lugar de peregrinación.
Creó la corriente llamada Arnaldismo.